# Marcel Kralj
Marcel Kralj, slovenski gospodarstvenik, * 29. september 1925, Gabrovec, Zgonik, Kraljevina Italija, † 5. januar 1996, Izola, Republika Slovenija.

## Življenjepis
Kralj se je izučil za strojnega ključavničarja. Po okupaciji se je priključil NOB in bil borec Kosovelove brigade. Leta 1943 je postal član VOS in deloval na področju Krasa.
Po končani vojni se je vključil v gospodarstvo. Od leta 1953 do 1984 je bil direktor podjetja Droga v Portorožu (do leta 1964 Začimba-Portorož). Kot gospodarstvenik se je zelo prizadaeval za ohranitev solin v Sloveniji. Leta 1978 je za delo v gospodarstvu prejel nagrado Gospodarske zbornice Slovenije (prej Kraigherjeva nagrada).